# Хазе (кратер)
Хазе (лат. Hase) — кратер на Місяці, біля південно-східного краю видимого боку. Діаметр — 82 км, координати центру — 29°22′ пд. ш. 62°41′ сх. д. / 29.37° пд. ш. 62.68° сх. д. Названий на честь німецького математика 18 століття Йоганна Маттіаса Хазе. Ця назва була запропонована Йоганном Ієронімом Шретером і 1935 року затверджена Міжнародним астрономічним союзом.
Кратер Хазе розташований у материковій місцевості. На північному сході він межує з меншим кратером Паліцш, а поряд із його північно-західним краєм лежить великий кратер Петавій. За 100 км на схід від Хазе лежить кратер Лежандр, на південний схід — Адамс, а на такій же відстані на заході — Снелліус. Дещо південніше проходить названа за його ім'ям долина Снелліуса (лат. Vallis Snellius).
Кратер Хазе утворився ще в нектарському періоді, і з тих пір його сильно пошкодили метеоритні удари та інші процеси. На ньому є викиди басейну Моря Дощів, віддаленого більш ніж на 2000 кілометрів. Південно-східна частина Хазе перекрита кратером Хазе D, а в його північній частині лежить невеликий кратер Хазе A. На заході його перетинають названі за його іменем борозни Хазе (лат. Rimae Hase).

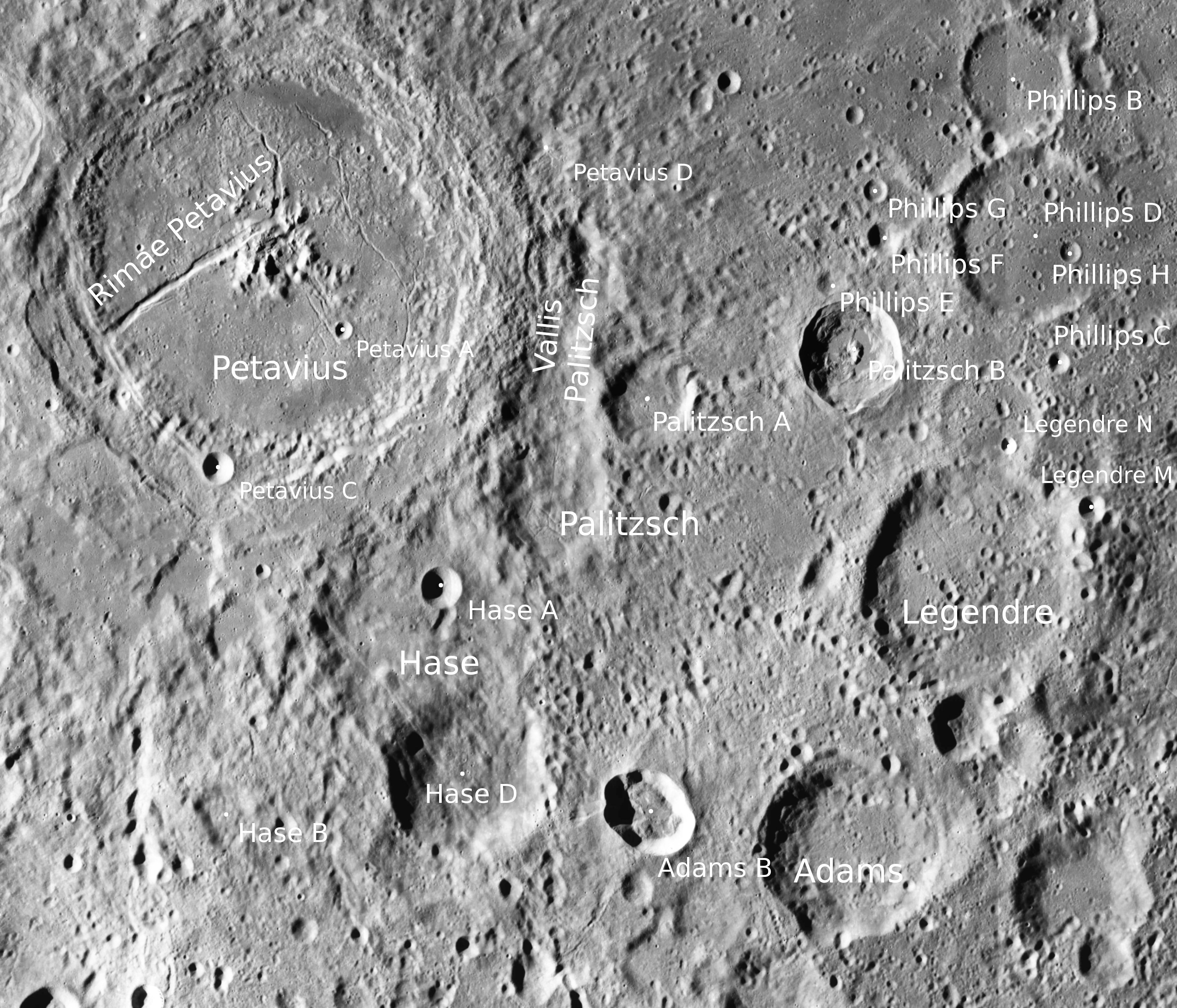
Карта регіону. Хазе — нижче та лівіше центру.
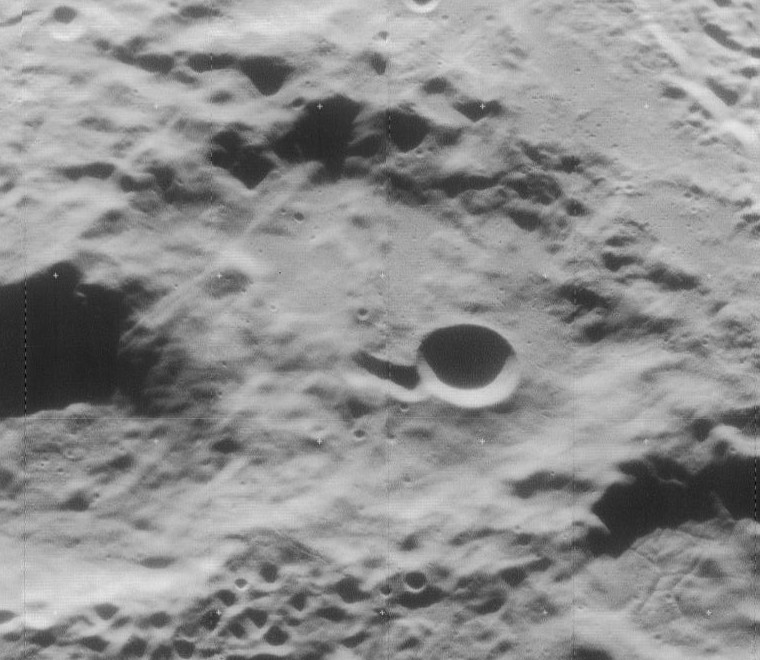
Мозаїка знімків зонда Lunar Orbiter 4 (1967), вид зі сходу.

## Сателітні кратери
Ці кратери, розташовані в околицях Хазе та всередині нього, носять його ім'я з доданням великої латинської літери.
| Хазе | Координати                                                | Діаметр, км |
| ---- | --------------------------------------------------------- | ----------- |
| A    | 29°04′ пд. ш. 62°56′ сх. д. / 29.06° пд. ш. 62.94° сх. д. | 15          |
| B    | 31°31′ пд. ш. 60°04′ сх. д. / 31.51° пд. ш. 60.06° сх. д. | 20          |
| D    | 31°07′ пд. ш. 63°18′ сх. д. / 31.11° пд. ш. 63.30° сх. д. | 57          |